# Sala (comuna da Suécia)
Sala (em sueco: Sala kommun;  pronúncia) é uma comuna da Suécia localizada no condado de Västmanland. Sua capital é a cidade de Sala. Possui 1 167 quilômetros quadrados e segundo censo de 2018, havia 22 816 habitantes.